# Rambla de Catalunya
La Rambla de Catalunya è una via di Barcellona che attraversa l'Eixample, da Plaça Catalunya all'Avinguda Diagonal, e da non confondersi con la vicina La Rambla.

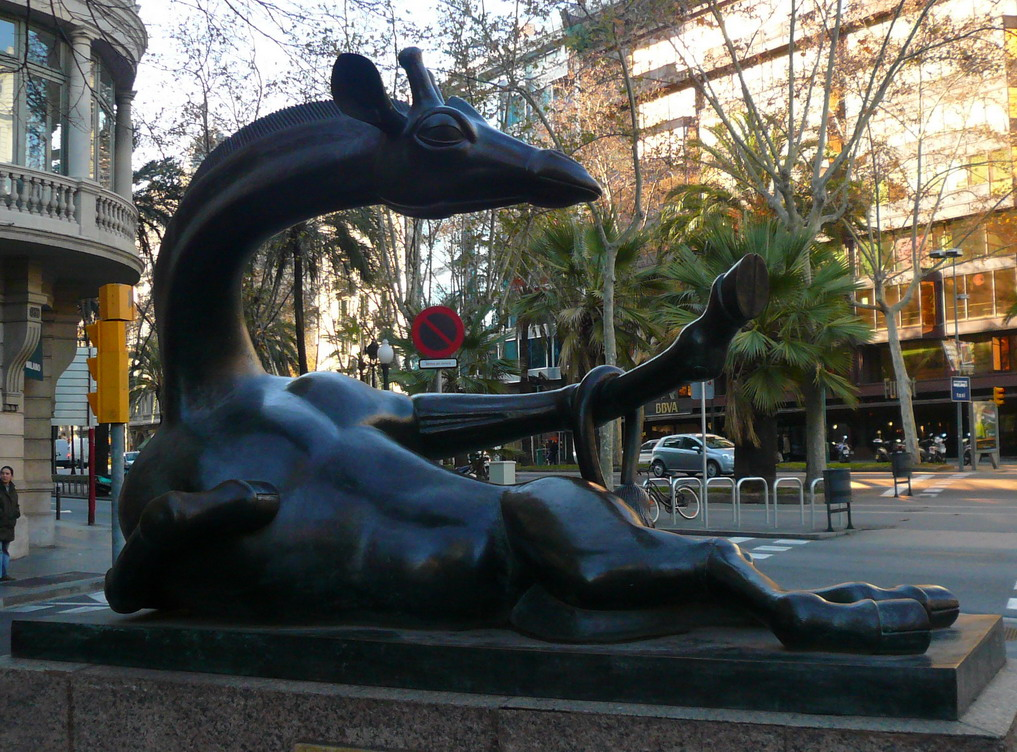
La jirafa coqueta

È una via ricca soprattutto di esercizi commerciali e dove si possono trovare molti negozi di moda. Può considerarsi come una prosecuzione delle Ramblas all'interno dell'Eixample e, tranne la prima parte (Plaça Catalunya - Gran Via), è costituita da un viale pedonale costeggiato da tigli e con una scultura a ciascun estremo: El toro sentado all'angolo con la Gran Via e La jirafa coqueta accanto all'Avinguda Diagonal. Entrambe le sculture, raffiguranti un toro e una giraffa presentati in posture umane, sono opera di Josep Granyer.
La Rambla de Catalunya è inoltre ricca di edifici modernisti come la Casa Serra, realizzata da Josep Puig i Cadafalch e sede attuale della Diputació di Barcellona, la Casa Fargas realizzata da Enric Sagnier, la Casa Domènech i Estapà realizzata dall'omonimo architetto e la Casa Juncosa opera dell'architetto Salvador Vinyals i Sabaté.

## Curiosità
A Natale la via viene decorata ed illuminata, tanto da farne una particolare attrazione in città durante questo periodo dell'anno.
Al numero 34 della Rambla de Catalunya è stato interamente girato il film Rec.